# Nonoichi
Nonoichi (野々市市?) è una città giapponese della prefettura di Ishikawa.